# Présilly (Alta Savoia)
Présilly és un municipi francès situat al departament de l'Alta Savoia i a la regió d'Alvèrnia-Roine-Alps. L'any 2007 tenia 660 habitants.

## Demografia

### Població
El 2007 la població de fet de Présilly era de 660 persones. Hi havia 254 famílies de les quals 60 eren unipersonals (32 homes vivint sols i 28 dones vivint soles), 87 parelles sense fills, 87 parelles amb fills i 20 famílies monoparentals amb fills.
La població ha evolucionat segons el següent gràfic:
Habitants censats

### Habitatges
El 2007 hi havia 308 habitatges, 260 eren l'habitatge principal de la família, 27 eren segones residències i 21 estaven desocupats. 241 eren cases i 65 eren apartaments. Dels 260 habitatges principals, 194 estaven ocupats pels seus propietaris, 57 estaven llogats i ocupats pels llogaters i 10 estaven cedits a títol gratuït; 5 tenien una cambra, 28 en tenien dues, 28 en tenien tres, 52 en tenien quatre i 148 en tenien cinc o més. 233 habitatges disposaven pel capbaix d'una plaça de pàrquing. A 97 habitatges hi havia un automòbil i a 151 n'hi havia dos o més.

### Piràmide de població
La piràmide de població per edats i sexe el 2009 era:
| Homes | Edats   | Dones |
| ----- | ------- | ----- |
| 0     | 95 o +  | 0     |
| 0     | 90 a 94 | 4     |
| 0     | 85 a 89 | 8     |
| 0     | 80 a 84 | 4     |
| 4     | 75 a 79 | 8     |
| 8     | 70 a 74 | 8     |
| 12    | 65 a 69 | 0     |
| 8     | 60 a 64 | 16    |
| 28    | 55 a 59 | 16    |
| 12    | 50 a 54 | 12    |
| 40    | 45 a 49 | 28    |
| 20    | 40 a 44 | 28    |
| 20    | 35 a 39 | 36    |
| 40    | 30 a 34 | 24    |
| 8     | 25 a 29 | 20    |
| 32    | 20 a 24 | 8     |
| 24    | 15 a 19 | 16    |
| 28    | 10 a 14 | 8     |
| 28    | 5 a 9   | 32    |
| 12    | 0 a 4   | 20    |

## Economia
El 2007 la població en edat de treballar era de 451 persones, 355 eren actives i 96 eren inactives. De les 355 persones actives 336 estaven ocupades (177 homes i 159 dones) i 19 estaven aturades (7 homes i 12 dones). De les 96 persones inactives 25 estaven jubilades, 36 estaven estudiant i 35 estaven classificades com a «altres inactius».

### Ingressos
El 2009 a Présilly hi havia 254 unitats fiscals que integraven 640 persones, la mediana anual d'ingressos fiscals per persona era de 29.413 €.

### Activitats econòmiques
Dels 29 establiments que hi havia el 2007, 1 era d'una empresa de fabricació d'altres productes industrials, 8 d'empreses de construcció, 7 d'empreses de comerç i reparació d'automòbils, 1 d'una empresa de transport, 2 d'empreses d'hostatgeria i restauració, 2 d'empreses immobiliàries, 4 d'empreses de serveis, 1 d'una entitat de l'administració pública i 3 d'empreses classificades com a «altres activitats de serveis».
Dels 12 establiments de servei als particulars que hi havia el 2009, 3 eren tallers de reparació d'automòbils i de material agrícola, 1 paleta, 3 guixaires pintors, 1 fusteria, 1 lampisteria, 1 electricista, 1 empresa de construcció i 1 restaurant.
L'any 2000 a Présilly hi havia 16 explotacions agrícoles que ocupaven un total de 600 hectàrees.

## Poblacions més properes
El següent diagrama mostra les poblacions més properes.